# Dahlia coccinea

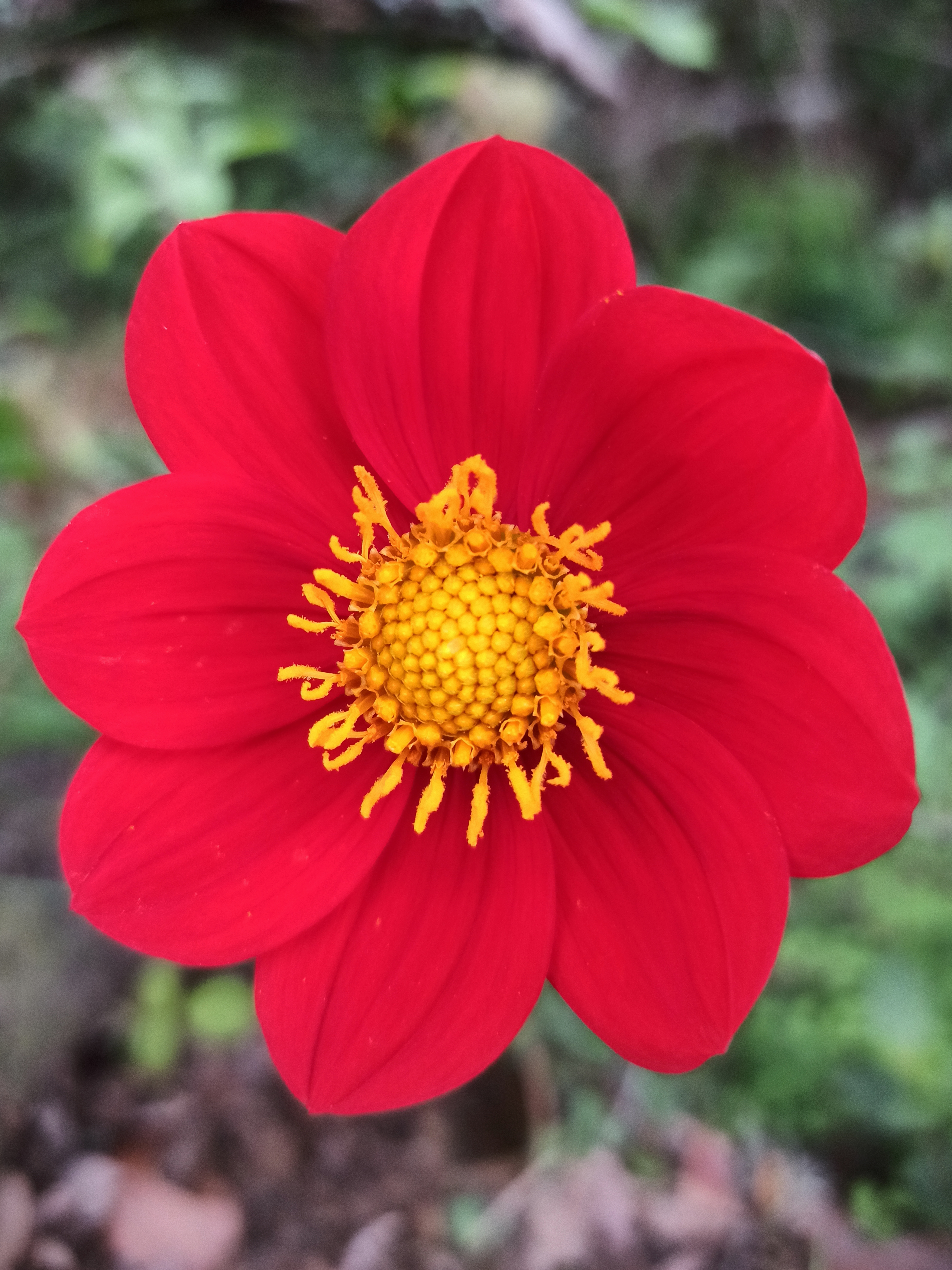
Detalle de la flor

La dalia roja o chalihuesca (Dahlia coccinea) es una especie de planta de la familia de las compuestas (Asteraceae). Es una hierba perenne de hasta 3m de altura con flores naranjas o rojas brillantes. Se distribuye principalmente en México y Guatemala. Vive en una gran diversidad de hábitats templados. Es uno de los ancestros de las dalias ornamentales.  las raíces tuberosas de la Dahlia coccinea (similares a los tubérculos), que tienen un alto valor nutricional, eran consumidos como alimento en el México prehispánico. Este uso en gran parte se extinguió después de la Conquista española. La dalia roja es la flor nacional de México.

## Descripción

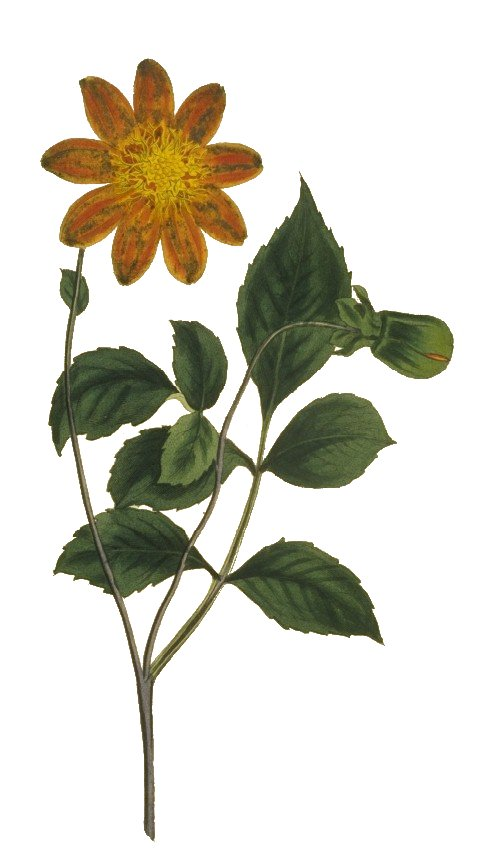
Ilustración

Dahlia coccinea es una planta perenne, herbácea, de entre 0.4 y 3 m de altura, con raíces tuberosas. Los tallos son purpúreos o verdes, erectos, estriados, glabros o escasamente pilosos. Las hojas, pinnadas a tripinnado-compuestas, tienen márgenes crenado-aserrados y miden hasta 35 cm de largo.
La inflorescencia es una cabezuela grande, erecta o inclinada, con 8 lígulas rojas, anaranjadas o amarillentas. El capítulo incluye de 70 a 160 flores amarillas hermafroditas de alrededor de 1 cm de largo. El fruto es un aquenio negruzco de 0.8 a 1.3 cm de largo. Florece en la estación lluviosa.

## Distribución y hábitat

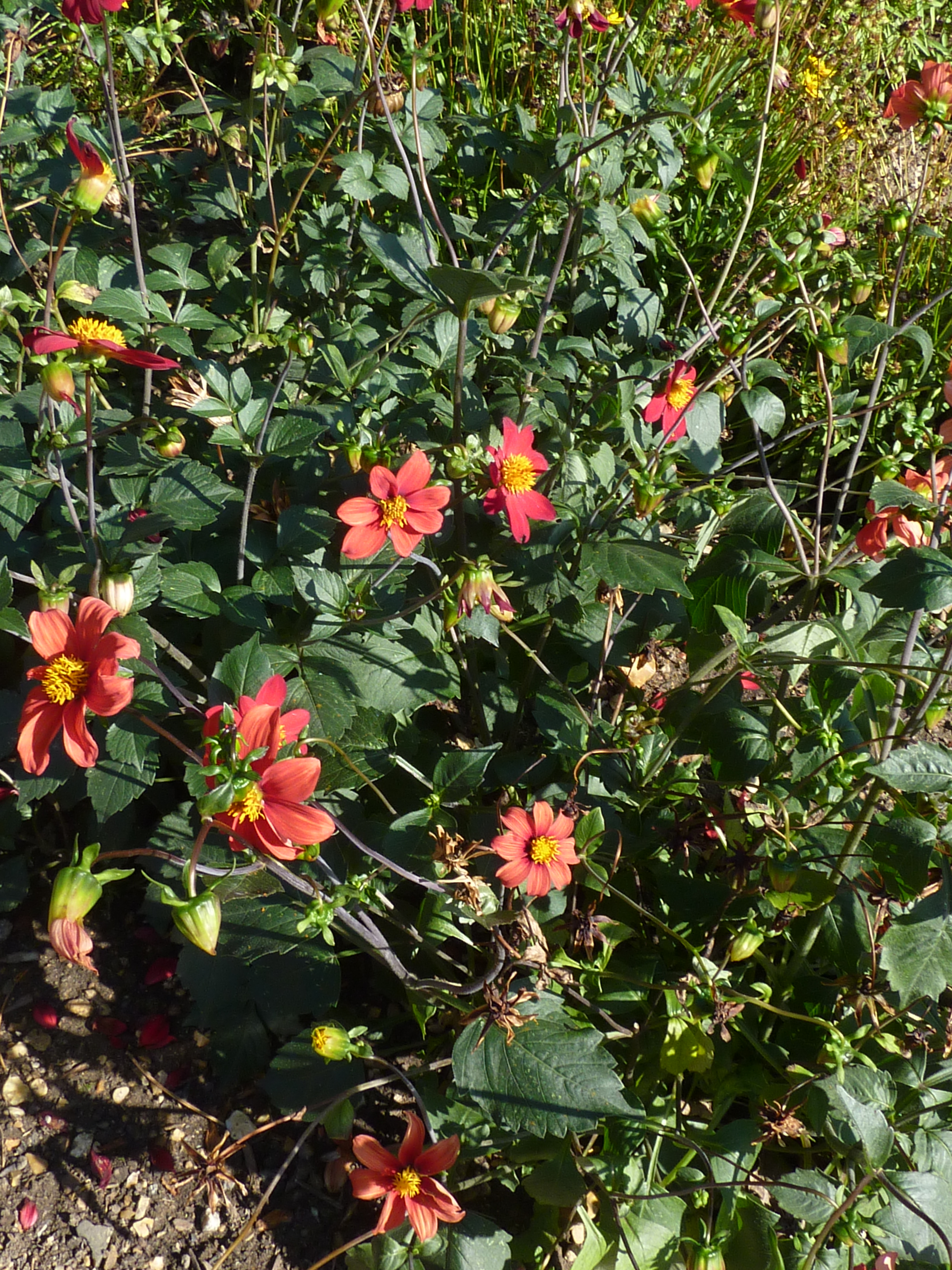
En su hábitat

Dahlia coccinea se distribuye en casi todo México, desde Chihuahua y Tamaulipas al norte y adentrándose a Guatemala al sur, desde los 500 hasta los 3350 m s. n. m. Es una planta ruderal con predilección por los espacios soleados, por lo que coloniza de modo oportunista los espacios perturbados de bosques madrenses de pino-encino, mesófilos de montaña y tropicales caducifolios, así como pastizales inducidos y campos de cultivo.

## Usos

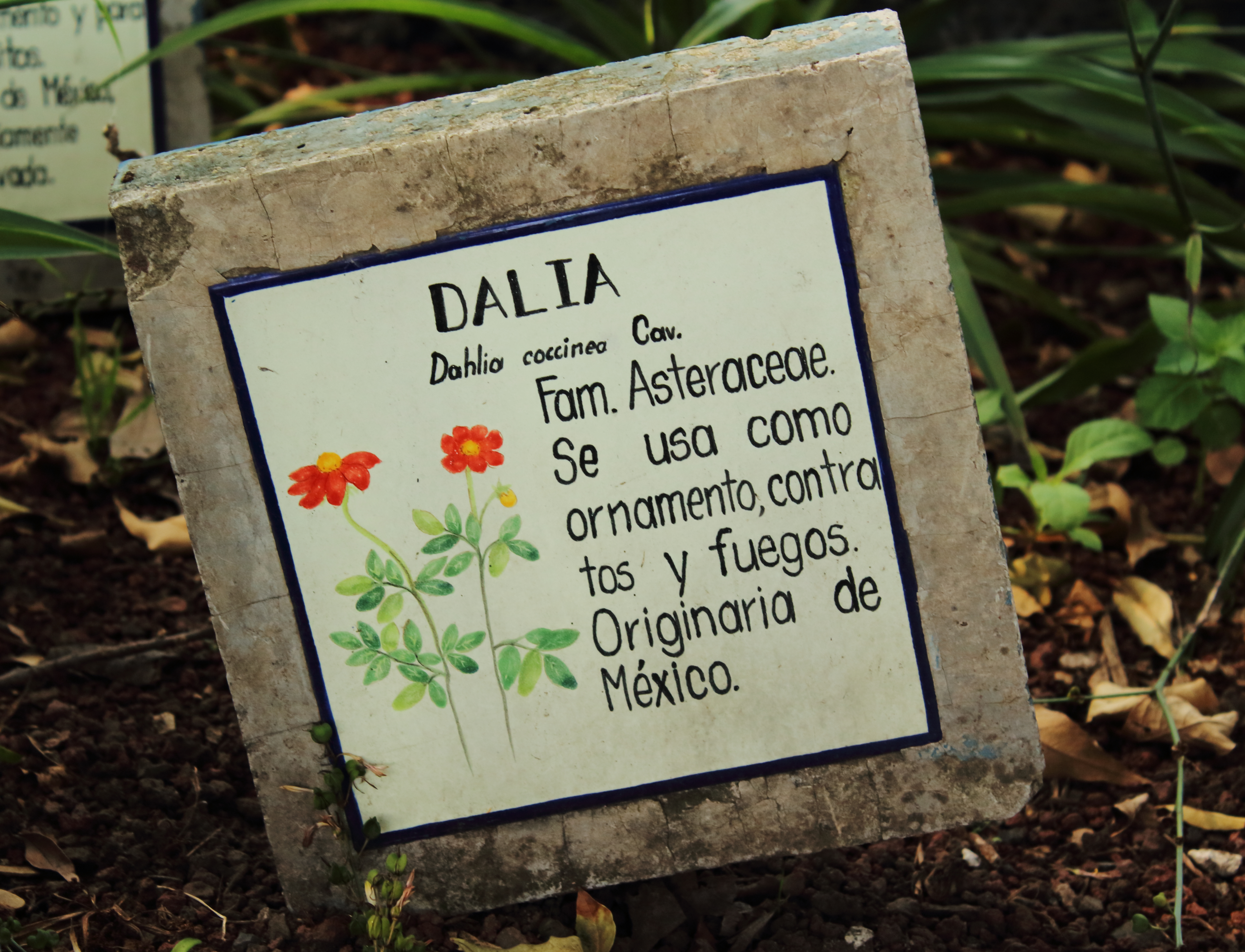
Tablero descriptivo en el jardín botánico de la UNAM (Ciudad de México)

Las raíces suculentas de Dahlia coccinea tienen un alto valor nutricional, ya que aportan una gran cantidad de proteína y fibra alimentaria; respectivamente, 16.4 y 31.3 g por cada 100 g. Además, es una buena fuente de inulina. No obstante, su consumo se encuentra en virtual desuso en la actualidad.
Aparte de su cultivo como planta ornamental, se le atribuyen diversos usos medicinales. Se reporta su empleo en el combate del herpes labial, la tos, los cólicos y las flatulencias.

## Taxonomía
Dahlia coccinea fue descrita en 1794 por Antonio José de Cavanilles en Icones et Descriptiones Plantarum 3(2): 33–34, t. 266.

### Etimología
Dahlia: nombre genérico dado en honor del médico y botánico sueco Anders Dahl (1751−1789)
coccinea: epíteto latino que significa "de color escarlata"

### Sinonimia
- Bidens cervantesii (Lag.) Baill. ex B.D.Jacks. [ilegítimo]
- Bidens coccinea (Cav.) Baill.
- Dahlia acutiflora Moc. & Sessé ex DC. [inválido]
- Dahlia bidentifolia Salisb.
- Dahlia cervantesii (Sweet) Lag.
- Dahlia cervantesii (Lag. ex Sweet) Lag. ex DC.
- Dahlia chisholmi Rose
- Dahlia coronata Hort. ex Sprague
- Dahlia crocata Sessé ex Lag.
- Dahlia crocea (Willd.) Poir.
- Dahlia frustranea (DC.) [irresoluto]
- Dahlia gentryi Sherff
- Dahlia gracilis Ortgies
- Dahlia jaurezii Van der Berg
- Dahlia lutea Van der Berg
- Dahlia pinnata var. cervantesii (Lag. ex Sweet) Voss
- Dahlia pinnata var. coccinea (Cav.) Voss
- Dahlia pinnata var. gracilis (Ortgies) Voss
- Dahlia popenovii Saff.
- Georgina cervantesii Lag. ex Sweet
- Georgina coccinea Cav. [irresoluto]
- Georgina crocata Sweet
- Georgina frustranea DC.[8]